# Kasuár menší
Kasuár menší (Casuarius bennetti) je druh kasuára žijící na ostrovech Nová Guinea, Nová Británie a Japen. Jeho rozšíření zabírá plochu přibližně 258 000 čtverečních kilometrů.

## Popis
Jde o velkého ptáka, ačkoliv mezi třemi druhy žijících kasuárů je nejmenší. Na výšku měří 99 až 150 centimetrů a váží maximálně 26 kilogramů, nicméně často se jeho hmotnost pohybuje spíše kolem 17 kilogramů. Má trojúhelníkovitý útvar na hlavě, tmavší obličej, modrý krk a černé peří po těle.

## Potrava
Kasuáři menší požírají malé obratlovce, hmyz a spadlé ovoce.

## Ochrana
V letech 2004 až 2013 byl klasifikován jako téměř ohrožený druh, nicméně roku 2015 IUCN klasifikovala kasuára menšího jako druh, jenž je málo dotčený. V minulosti byl loven pro maso a jeho přirozené prostředí bylo ničeno. V současnosti však druh není pod velkým tlakem ze strany lovců.